# Sphaerostephanos intermedia
Sphaerostephanos intermedia är en kärrbräkenväxtart som beskrevs av S.J.Lin. Sphaerostephanos intermedia ingår i släktet Sphaerostephanos och familjen Thelypteridaceae. Inga underarter finns listade.